# 菲拉 (塞琉古一世之女)
菲拉（希臘語：Φίλα），為塞琉古帝國塞琉古一世與王后敘利亞的斯特拉托妮可的女兒，她之後嫁給馬其頓國王安提柯二世，並生下德米特里二世。

## 來源
- Joann Malelas, p. 198, ed. Bonn ; Droysen, Hellenism. vol. ii. p. 179 ; Froelich. Ann. Syr, pp, 21, 22
- Livius.org （页面存档备份，存于）